# Aulis Oja

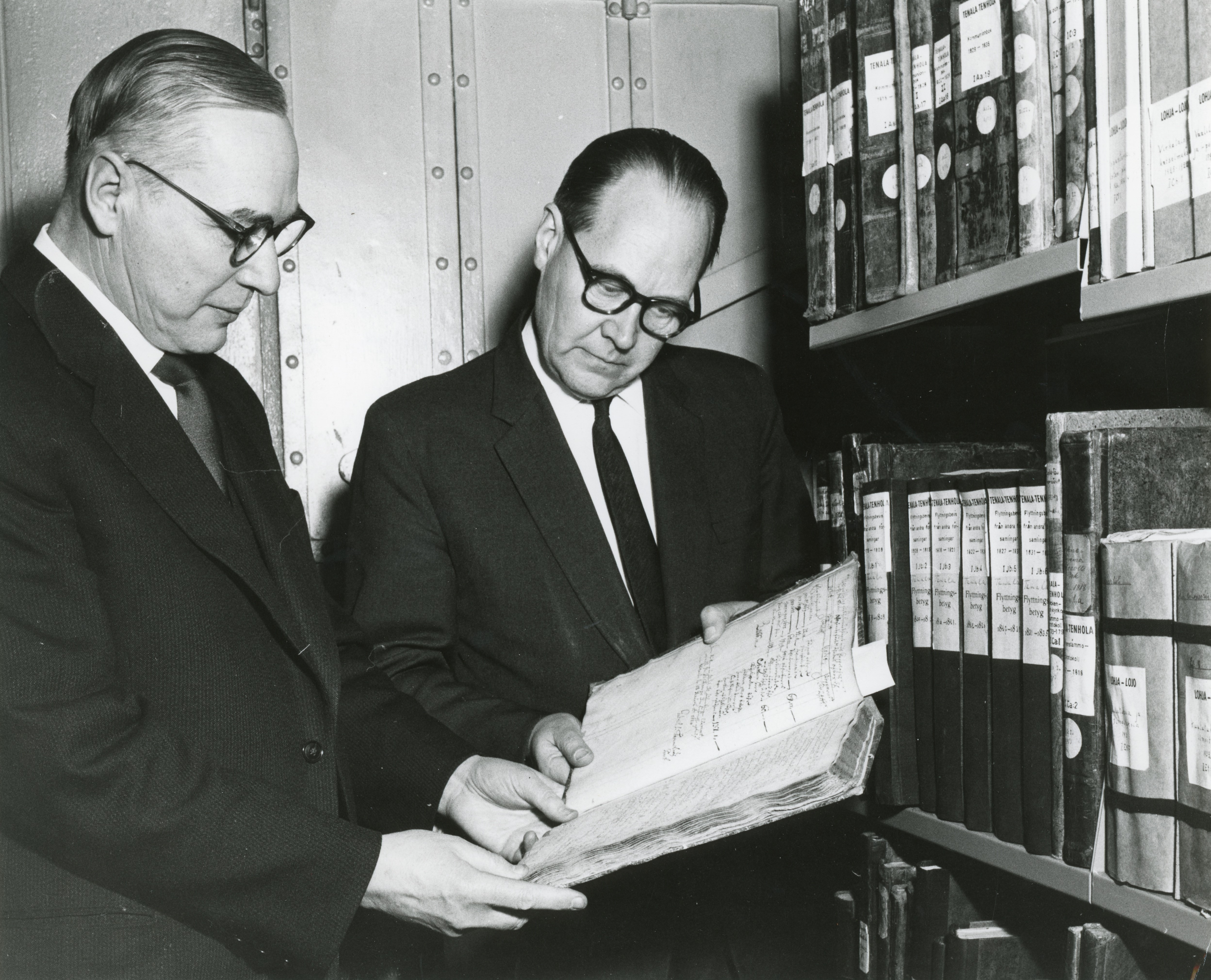
Yrjö Nurmio och Aulis Oja år 1966.

Aulis Oja, född 3 februari 1910 i Åbo, död 10 september 1976 i Helsingfors, var en finländsk arkivtjänsteman och historiker.
Oja avlade filosofie doktorsexamen 1955. Han anställdes 1936 vid Riksarkivet och var arkivråd 1962–1973. Han kallades till forskarledamot av Genealogiska Samfundet i Finland 1964 och satt 1963–1973 i samfundets styrelse.
Han disputerade på en avhandling om bosättningen i sydvästra Finland under medeltiden och utgav därtill bland annat ett tiotal historiker över Egentliga Finlands finska socknar. Han erhöll professors titel 1973. 

### Webbsidor
- Oja, Aulis i Uppslagsverket Finland (webbupplaga, 2012). CC-BY-SA 4.0